# 奥氏后相手蟹
奥氏后相手蟹（学名：Metasesarma aubryi）为方蟹科后相手蟹属的动物。分布于新幾內亞、罗图马岛、新喀里多尼亚、新赫布里底、阿德默勒尔蒂岛、台湾岛等地，生活环境为海水，多生活于红树林的滩涂中。